# Eugen Kutschera
Eugen Kutschera (* 10. Januar 1852 in Brünn; † 9. Februar 1918 in Aarau) war ein tschechischer Komponist, Dirigent, Lehrer und Musikdirektor.

## Leben
Kutschera absolvierte das Gymnasium in Brünn und studierte Musik am Konservatorium in Prag. Nach seinem Studium reiste Kutschera als Kapellmeister nach Linz, Brünn, Graz, Danzig, Wien und Basel, bis er schließlich 1892 in Aarau eine Festanstellung am Lehrerinnenseminar (heute Neue Kantonsschule Aarau) als Musikdirektor bezog. Eugen Kutschera übernahm vorerst eine Stelle als Klavierlehrer und wirkte ab 1905 auch als Gesangslehrer. Er blieb die letzten 25 Jahre seines Lebens in diesen Positionen in Aarau tätig.
Neben seiner Arbeit als Lehrer komponierte Kutschera mehrere Werke, jedoch ohne finanziellen Erfolg. Er trug Stücke bei zur Centenarfeier des Kantons Aargau und leitete als Dirigent den Aarauer Cäcilienverein. In der Neuen Zürcher Zeitung schrieb er zudem musikalische Beiträge.
Kutschera starb unerwartet am 9. Februar 1918 in Aarau an einem Schlaganfall.

## Werke
- Ein junger Mönch im Kloster Heisterbach (1898), für gemischten Chor.
- Musik zu Aargauische Centenarfeier (1903), Festspiel zur Zentenarfeier 1903. Text von Gottlieb Fischer.
- Die Schlacht am Stoss (1905) Appenzeller Festspiel zur Zentenarfeier 1905. Text von Georg Baumberger.
- Musik zu Arnold von Melchthal (1907), Festdrama für das Eidg. Turnfest. Text von Gottlieb Fischer.